# Club Deportivo Luis Cruz Martínez
O Clube Desportivo Luis Cruz Martínez é um clube de futebol chileno amador, com sede na cidade de Curicó, Região do Maule. Jogou no futebol profissional entre 1962 e 1966, e nesse curto período conseguiu ser campeão da Copa Chile.

## Títulos
| NACIONAIS | NACIONAIS  | NACIONAIS | NACIONAIS  |
|           | Competição | Títulos   | Temporadas |
| --------- | ---------- | --------- | ---------- |
|           | Copa Chile | 1         | 1962       |

## Estatísticas

### Participações
| Competição      | Competição      | Temporadas | Anos      |
| Ligas nacionais |                 |            |           |
| Chile           | Segunda divisão | 5          | 1962-1966 |